# Vaidas Šilėnas
Vaidotas Šilėnas (ur. 31 stycznia 1984) − litewski piłkarz grający na pozycji pomocnika w (?).

## Kariera klubowa
Šilėnas zawodnikiem klubu Žalgiris Wilno jest od 2011 roku. Wcześniej reprezentował barwy innych litewskich klubów Kražantė Kelmė i FK Szawle.
W 2015 roku w pierwszej połowie sezonu przedstawione FK Sūduva. W tym samym roku przeniósł się do FK Trakai.

## Reprezentacja
W seniorskiej reprezentacji Litwy Šilėnas zadebiutował 1 czerwca 2012 roku w meczu z Łotwą. Do tej pory rozegrał w niej jeden mecz (stan na 2 kwietnia 2012).
| Mecze i gole w reprezentacji | Mecze i gole w reprezentacji | Mecze i gole w reprezentacji | Mecze i gole w reprezentacji | Mecze i gole w reprezentacji | Mecze i gole w reprezentacji | Mecze i gole w reprezentacji |
| #                            | Data                         | Stadion                      | Rywal                        | Wynik                        | Gol                          | Rozgrywki                    |
| 2012                         | 2012                         | 2012                         | 2012                         | 2012                         | 2012                         | 2012                         |
| ---------------------------- | ---------------------------- | ---------------------------- | ---------------------------- | ---------------------------- | ---------------------------- | ---------------------------- |
| 1.                           | 01.06.2012                   | Võru, Estonia                | Łotwa                        | 0:5                          | 0                            | towarzyski                   |

## Sukcesy
- Puchar Litwy: 2012